# Erik Pelling
Erik Pelling, född 11 juli 1976 i Visby, är en svensk socialdemokratisk politiker. Sedan 2018 är han kommunstyrelsens ordförande i Uppsala kommun. Han var 2014–2018 kommunalråd med ansvar för plan- och byggnadsfrågor, landsbygdsfrågor och flyktingmottagande, och kommunalråd i opposition år 2010–2014.

## Biografi
Pelling är uppväxt i Uppsala, och gick 1993–1996 gymnasiet på Katedralskolan i Uppsala. Han studerade därefter programmet för mänskliga rättigheter på Teologiska högskolan i Stockholm. Han har agronomexamen från Sveriges lantbruksuniversitet (SLU), efter studier där med ekonomisk inriktning under åren 2001–2007, och blev politiskt sakkunnig vid jordbruksdepartementet år 2006.

### Familj
Pelling är bror till statsvetaren Lisa Pelling.